# Joop den Uyl
Johannes Marten "Joop" den Uyl, född 9 augusti 1919 i Hilversum, död 24 december 1987 i Amsterdam, var en nederländsk politiker. Han representerade Arbetarpartiet (PvdA) och var premiärminister 1973-1977.
Uyl var parlamentsledamot från 1956 och partiledare för PvdA 1967–1986. Han var även ekonomiminister 1965-1966 samt vice premiärminister och social- och arbetsminister 1981-1982. Som premiärminister stod Uyl i spetsen för en koalition mellan bland annat PvdA och Katolska Folkpartiet.